# Phaonia zhangyeensis
Phaonia zhangyeensis este o specie de muște din genul Phaonia, familia Muscidae, descrisă de Ma și Wu în anul 1992.
Este endemică în Gansu. Conform Catalogue of Life specia Phaonia zhangyeensis nu are subspecii cunoscute.